# Consiglio privato del Regno di Francia (Restaurazione)

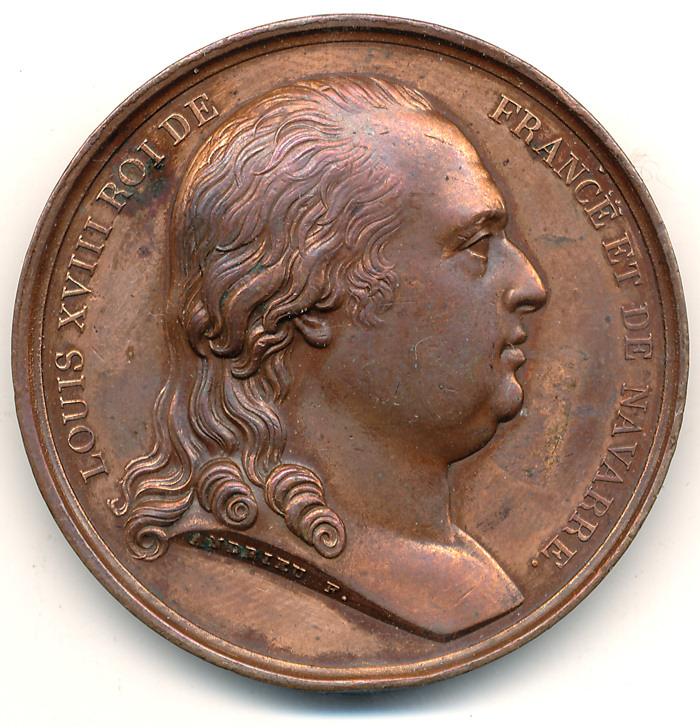
Medaglia commemorativa rappresentante il re di Francia Luigi XVIII.

Il Consiglio privato è una istituzione della monarchia costituzionale francese al tempo della  Restaurazione.
Anche se non fu menzionato nella Carta francese del 1814, fu creato da una semplice ordinanza del re Luigi XVIII ed era quindi semplicemente una forza giuridica regolamentare.
Questo Consiglio doveva riunire - sotto l'autorità del re - i principi del sangue e dei ministri di Stato. Questi ultimi erano designati dalla volontà dal sovrano: secondo la tradizione ogni  ministro dimissionario o uscente diveniva automaticamente ministro di Stato.
Per le sue funzioni straordinarie si è tuttavia riunito raramente.
Se il suo nome ricorda il Consiglio di Parti dell'Antico regime (noto anche come il "Consiglio privato"), non deve essere confuso con quello della Restaurazione perché non ha né la composizione né il ruolo. In particolare, il Consiglio Privato della Restaurazione non ha esercitato alcuna funzione giurisdizionale. La principale funzione giudiziaria del Consiglio privato dell'Ancien Régime è stata poi assunta dalla Corte di cassazione.